# Virola parvifolia
Virola parvifolia är en tvåhjärtbladig växtart som beskrevs av Adolpho Ducke. Virola parvifolia ingår i släktet Virola och familjen Myristicaceae. Inga underarter finns listade i Catalogue of Life.